# Herbert Dingle
Herbert Dingle   (Londres, 2 d'agost de 1890 - Kingston upon Hull, 4 de setembre de 1978) era un físic i filòsof natural anglès, que va ser president de la Royal Astronomical Society de 1951 a 1953. És més conegut per la seva crítica a la teoria especial de la relativitat d'Albert Einstein i la controvèrsia prolongada que això va provocar.

## Biografia
Dingle va néixer a Londres, però va passar els seus primers anys a Plymouth, lloc que va anar després de la mort del seu pare, i on va assistir a Plymouth Science, Art and Technical Schools. A causa de la falta de diners, va deixar l'escola als catorze anys i va trobar feina com a oficinista, una feina que va ocupar durant onze anys. Als 25 anys va guanyar una beca a l'Imperial College London, universitat per la qual es va graduar el 1918. En aquest mateix any, Dingle es va casar amb Alice Westacott, que posteriorment va donar a llum a un fill. Com a quàquer, Dingle va estar exempt del servei militar durant la Primera Guerra Mundial. Va assumir el càrrec de Demostrador al Departament de Física i es va dedicar a l'estudi de l'espectroscòpia (seguint el seu mentor Alfred Fowler), especialment les seves aplicacions en astronomia. Va ser elegit membre de la Royal Astronomical Society el 1922.
Dingle va ser membre de les expedicions d'eclipses de 1927 del govern britànic (Colwyn Bay) i 1932 (Mont-real), en ambdues no es va fer cap observació a causa dels cels ennuvolats. Va passar la major part de 1932 al California Institute of Technology com a acadèmic de la Fundació Rockefeller. Allà va conèixer el cosmòleg teòric Richard C. Tolman, i va estudiar cosmologia relativista.
Dingle va ser nomenat professor de filosofia natural a l'Imperial College el 1938, i professor d'Història i Filosofia de la Ciència a University College London des de 1946 fins a la seva jubilació el 1955. Va ser un dels fundadors de la British Society for the History of Science (Societat Britànica per a la Història de la Ciència) i en va ser president de 1955 a 1957. Va fundar el que després va esdevenir la British Society for the Philosophy of Science (Societat Britànica per a la Filosofia de la Ciència), així com la seva revista, la British Journal for The Philosophy of Science. Dingle és l'autor de Modern Astrophysics (1924) i Practical Applications of Spectrum Analysis (1950). També va escriure l'assaig Relativity for All (1922) i la monografia The Special Theory of Relativity (1940). Una col·lecció de conferències de Dingle sobre la història i la filosofia de la ciència es va publicar el 1954. També es va interessar per la literatura anglesa i va publicar Science and Literary Criticism el 1949, i The Mind of Emily Brontë el 1974.

## Controvèrsies
Dingle va participar en dues disputes altament polèmiques i públiques. La primera va tenir lloc durant la dècada dels 1930, provocada per la crítica del model cosmològic i la metodologia teòrica associada d'Edward Arthur Milne, que Dingle considerava excessivament especulatiu i no es basava en dades empíriques. A. S. Eddington va ser un altre objectiu de la crítica de Dingle, i el debat posterior va implicar gairebé tots els astrofísics i cosmòlegs destacats a la Gran Bretanya. Dingle va caracteritzar als seus oponents com a «traïdors» al mètode científic, i els va titllar de «els aristotèlics moderns» perquè creia que la seva teorització es basava en el racionalisme més que en l'empirisme. Alguns altres científics, notablement Willem de Sitter, tot i no donar suport a la retòrica més extrema de Dingle, no obstant això va coincidir amb Dingle que els models cosmològics de Milne, Eddington i altres eren excessivament especulatius. No obstant això, els cosmòlegs més moderns van acceptar posteriorment la validesa del mètode hipotètic-deductiu de Milne.
La segona disputa es va iniciar a la darreria de la dècada de 1950, després de la jubilació de Dingle i centrada en la teoria de la relativitat especial. Inicialment Dingle va argumentar que, contràriament a la comprensió habitual de la famosa paradoxa dels bessons, la relativitat especial no va predir l'envelliment desigual de bessons, un dels quals fa un viatge d'alta velocitat i torna a la Terra, però després es va adonar i reconèixer que la seva comprensió havia estat equivocada. Va començar a argumentar que la relativitat especial era empíricament equivocada en les seves prediccions, tot i que la prova experimental demostra que es va equivocar amb això. Finalment Dingle va tornar a centrar la seva crítica a afirmar que la relativitat especial era lògicament inconsistent: «La teoria [la relativitat especial] inevitablement requereix que A funcioni més lentament que B i B més lentament que A --que no requereix cap super-intel·ligència per veure és impossible.» D'aquí va afirmar que la coneguda reciprocitat de la Transformació de Lorentz és de manera evident impossible per si mateixa. Com Whitrow va explicar al seu obituari per a Dingle, això no és correcte, ja que descansa en el supòsit equivocat de Dingle que les relacions contradictòries dels temps d'esdeveniments emprats per Dingle són invariants.
Dingle va dur a terme una campanya altament publicitària i contenciosa per aconseguir aquesta conclusió acceptada per la comunitat científica, principalment a través de cartes als editors de diverses publicacions científiques, incloent-hi Nature. Dotzenes de científics van respondre amb respostes a les afirmacions de Dingle, explicant per què la reciprocitat de la transformació de Lorentz no comporta cap inconsistència lògica, però Dingle va rebutjar totes les explicacions. Això va culminar amb el seu llibre de 1972, Science at the Crossroads on Dingle va declarar que «una prova que la teoria especial de la relativitat d'Einstein és falsa s'ha avançat; i ignorat, evadit, suprimit i, de fet, tractat de totes les maneres possibles, excepte la de respondre-la, per tot el món científic.» També va advertir: «Atès que aquesta teoria és bàsica per pràcticament tots els experiments físics, les conseqüències si són falses, els experiments atòmics moderns són el que són, pot ser incommensurablement calamitós.»
El consens en la comunitat física és que les objeccions de Dingle a la coherència lògica de la relativitat especial eren infundades.